# 翁文灏故居
29°52′14.8″N 121°32′13.671″E / 29.870778°N 121.53713083°E
翁文灏故居位于中国浙江省宁波市海曙区大书院巷11号，民国建筑，是中国近代地质学家翁文灏的旧居。2005年被公布为浙江省文物保护单位。
故居现存有三进木结构传统民居和三合院小洋楼等建筑，占地约2120平方米，其中小洋楼是罗马风格的西洋式砖混结构楼房，为翁文灏的生活之地。
翁文灏出生地故居在宁波市海曙区（原鄞县）高桥镇石塘村。